# Halowe Mistrzostwa Europy w Lekkoatletyce 1974 – bieg na 1500 m mężczyzn
Bieg na 1500 metrów mężczyzn – jedna z konkurencji biegowych rozgrywanych podczas halowych lekkoatletycznych mistrzostw Europy w hali Scandinavium w Göteborgu. Rozegrano od razu bieg finałowy 10 marca 1974. Zwyciężył reprezentant Polski Henryk Szordykowski, który tym samym obronił tytuł zdobyty na poprzednich mistrzostwach.

## Rezultaty

### Finał
Rozegrano od razu bieg finałowy, w którym wzięło udział 6 biegaczy.

Opracowano na podstawie materiału źródłowego.
| Miejsce | Zawodnik            | Czas    |
| ------- | ------------------- | ------- |
| 1       | Henryk Szordykowski | 3:41,78 |
| 2       | Thomas Wessinghage  | 3:42,04 |
| 3       | Włodzimierz Staszak | 3:43,48 |
| 4       | Petre Lupan         | 3:44,67 |
| 5       | Per-Erik Hagberg    | 3:47,00 |
| 6       | Ágúst Ásgeirsson    | 3:55,27 |